# Lomaspilis suffusa
Lomaspilis suffusa là một loài bướm đêm trong họ Geometridae.